# Adam Griffiths
Adam David Griffiths (* 21. August 1979 in Sydney) ist ein ehemaliger australischer Fußballspieler.

## Vereinskarriere
Griffiths begann seine Laufbahn im Erwachsenenbereich bei den Sutherland Sharks, bevor er in der National Soccer League (NSL) für den Northern Spirit FC spielte. Da es ihm bei Northern nicht gelang sich durchzusetzen, wechselte er 2002 zum Ligakonkurrenten Newcastle United, wo er auf seine beiden Brüder traf. In der Saison 2002/03 gelang der Einzug in die Endrunde, dort reichte es aber nur zum letzten Rang. Nach Einstellung der NSL im Jahre 2004 wechselte Griffiths, wie viele australische Fußballer, ins Ausland.
Mit dem belgischen Erstligaaufsteiger KV Oostende verpasste er in der Saison 2004/05 den Klassenerhalt und nahm daher im Sommer 2005 ein Angebot des englischen Zweitligisten FC Watford an, die Griffiths einen Vertrag über ein halbes Jahr als Probephase anboten. Da Griffiths die Erwartungen der Verantwortlichen nicht erfüllte und zu keinem Einsatz kam, wurde die Option auf Verlängerung des Vertrags um 18 Monate von Vereinsseite nicht gezogen. Zwei Wochen später unterzeichnete er beim Drittligisten AFC Bournemouth einen Vertrag bis Saisonende, nachdem er in einem Testspiel überzeugen konnte. Griffiths kam zu sieben Ligaeinsätzen für Bournemouth, die seinen Vertrag am Saisonende nicht mehr verlängerten. Der Defensivspieler fand anschließend mit dem Ligakonkurrenten FC Brentford einen neuen Klub, bei dem er im Saisonverlauf als Stammspieler fungierte, in der Abschlusstabelle aber als abgeschlagener Tabellenletzter in die Football League Two absteigen musste.

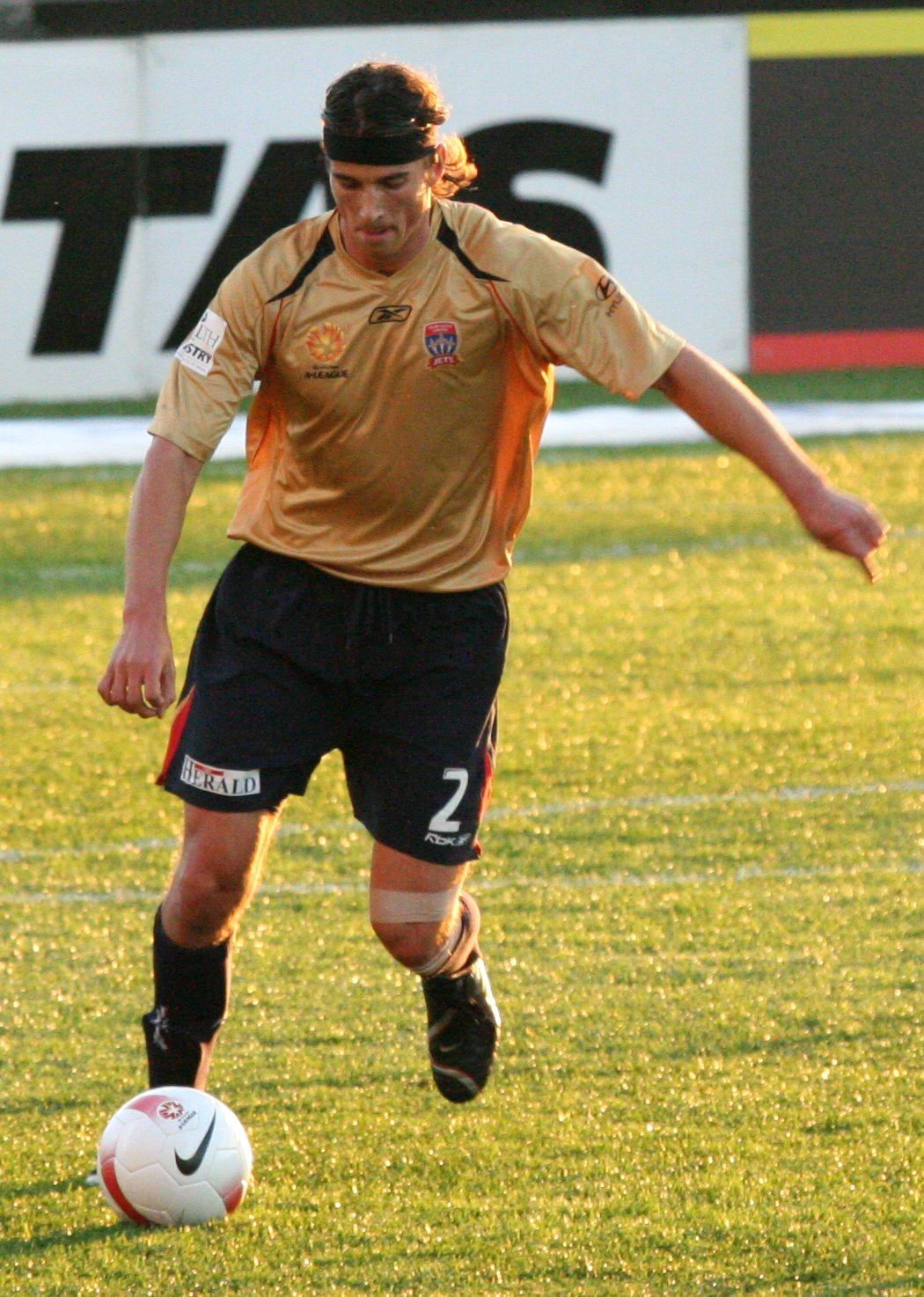
Griffiths im Trikot der Newcastle Jets (2007)

Griffiths kehrte daraufhin nach Australien zu Newcastle zurück, die mittlerweile als Newcastle United Jets in der 2005 geschaffenen A-League, Nachfolgeliga der 2004 eingestellten National Soccer League, spielten. Unter Führung von Zwillingsbruder Joel, der Torschützenkönig und als bester Spieler der Saison ausgezeichnet wurde, erreichten die Jets in der Saison 2007/08 überraschend das Meisterschaftsfinale. Der Defensivverbund um Adam Griffiths, Tarek Elrich, Kapitän Jade North, Andrew Durante, Adam D’Apuzzo und Stuart Musialik, der schon in der regulären Saison die wenigsten Gegentreffer kassierte, hielt auch beim 1:0-Finalerfolg gegen die Central Coast Mariners stand.
Bereits während der Saison 2008/09, die der Klub als amtierender Meister am Tabellenende abschloss, unterschrieb Griffiths einen Vertrag beim neu gegründeten A-League-Konkurrenten Gold Coast United. Als defensiver Schlüsselspieler für das Team um die Stars Jason Culina und Shane Smeltz verpflichtet, spielte Griffiths nur am Eröffnungsspieltag für Gold Coast, bevor er ein finanziell lukratives Angebot des saudi-arabischen Klubs Al-Shabab annahm und zum ersten australischen Profi in Saudi-Arabien wurde. Sein dortiger Aufenthalt war nicht von Erfolg geprägt, nach nur wenigen Einsätzen wurde er bereits Ende 2009 aus seinem Vertrag entlassen und unterzeichnete für die anstehende AFC Champions League 2010 bei Adelaide United. Griffiths bestritt für Adelaide vier Spiele in der Champions League und qualifizierte sich mit der Mannschaft für das Achtelfinale, in dem man mit 2:3 nach Verlängerung an Jeonbuk Hyundai Motors scheiterte. Nach einem halben Jahr verließ er Adelaide wieder und wechselte nach China zu Hangzhou Nabel Greentown. 2012 ging er dann zum Sydney FC. Hier spielte er elf Monate und setzte seine Laufbahn bei Selangor FA und Kedah FA in Malaysia fort. 2015 spielte er noch in seiner Heimat für APIA Leichhardt FC und beendete dann seine aktive Karriere.

## Nationalmannschaft
Adam Griffiths kam als letzter der drei Brüder zu seinem Länderspieldebüt. Unter Trainer Pim Verbeek spielte er im März 2008 in einem Freundschaftsspiel gegen Singapur erstmals für die australische Nationalmannschaft. Zu seinem zweiten und letzten Länderspiel kam er zwei Monate später in einem weiteren Freundschaftsspiel gegen Ghana.

## Erfolge
- Australischer Meister: 2007/08